# Смелкова, Валентина Васильевна
Смелкова Валентина Васильевна (1 января 1945, Биробиджан — 1979, Москва) — советская актриса
 театра и кино.

## Биография
Родилась 1 января 1945 года в Биробиджане.
Окончила театральную студию при Биробиджанском театре. Работала в Хабаровском краевом ТЮЗе.
В 1969 году окончила Школу-студию МХАТ (руководитель курса — В. П. Марков).
Была актрисой Московского драматического театра на Малой Бронной.
Ушла из жизни в 1979 году в возрасте 34 лет в Москве. Похоронена на Введенском кладбище в Москве.

## Семья
- Муж — Владимир Михайлович Гориккер (2 ноября 1925 — 30 декабря 2021) — советский и российский режиссёр театра и кино, сценарист, педагог.
- Сын — Владимир Смелков (род. 1976).

## Творчество

### Роли в кино
- 1971 — Собака Баскервилей — двухсерийный телевизионный фильм (телеспектакль), малоизвестная советская экранизация
- 1971 — Что делать? — трёхсерийный телевизионный фильм (телеспектакль) по одноимённому роману Н. Г. Чернышевского
- 1973 — Звезда экрана
- 1975 — Под крышами Монмартра
- 1978 — Истцы и ответчики